# Prisonnière des Martiens
Pour plus de détails, voir Fiche technique et Distribution.
Prisonnière des Martiens (地球防衛軍, Chikyū bōeigun) est un film de science-fiction japonais réalisé par Ishirō Honda, sorti en 1957.
Eiji Tsuburaya, chargé des effets spéciaux, a alors travaillé sur deux films de kaijū de Honda : Godzilla (1954) et Rodan (1956). 

## Synopsis
Le film met en scène une invasion d'extraterrestres (les « Mysterians ») qui viennent de la face cachée de la Lune. Leur arrivée provoque de nombreuses catastrophes au Japon (séismes, incendies, glissements de terrains, etc.) mais leur découverte par les humains n'intervient qu'avec la première apparition du robot Moguera d'où les destructions de villes, de chars, de forces armées avec un incroyable rayon laser destructeur. Des habitants des villes attaquées remarqueront tout de même la présence de soucoupes volantes évoluant dans le ciel, près de zones ravagées.
Plus tard, les Mysterians font leur première apparition à proximité du mont Fuji dans une base souterraine s’apparentant à un gigantesque dôme indestructible. L'armée dépêchée sur les lieux ne trouvera pas de moyen fiable de communication avec les visiteurs de l'espace et une guerre infernale éclatera entre les Mysterians et tous les peuples de la Terre réunis dans une ligue appelée EARTH DEFENCE FORCE (地球防衛軍, Chikyū bōeigun), d'où le titre du film en japonais.
L'humanité mettra en place différents moyens d'armement pour combattre l'envahisseur (rayons laser, avions supersoniques, etc.) pour aboutir à la destruction finale du dôme Mysterians. Cependant, quelques extraterrestres réussiront tout de même à prendre la fuite grâce à leurs soucoupes volantes pour retourner au vaisseau mère Mysterian en orbite autour de la Terre...
L'histoire ressemble fortement au film américain I Married a Monster from Outer Space (en) du fait que la planète d'origine des Mysterians (Mysteroide) a été détruite par une guerre nucléaire. La race des Mysterians étant donc en déclin, ils viennent sur notre planète dans le but de perpétuer leur descendance grâce aux femmes de la Terre (le Prisonnières des Martiens pour le titre français s'explique donc ici, même s'il n'y a aucun Martien dans le film).

## Fiche technique
- Réalisation : Ishirō Honda
- Scénario : Shigeru Kayama, Takeshi Kimura et Jōjirō Okami
- Production : Tomoyuki Tanaka
- Musique : Akira Ifukube
- Debuts : Mougera
- Langue : japonais - anglais
- Dates de sortie :
  -  Japon : 1er décembre 1957
  -  États-Unis : 15 mai 1959
  -  France : 1er octobre 1959
- Monstres : Moguera

## Distribution
- Kenji Sahara : Joji Atsumi
- Yumi Shirakawa (VF : Sophie Leclair) : Etsuko Shiraishi
- Momoko Kōchi (VF : Jane Val) : Hiroko Iwamoto
- Akihiko Hirata (VF : Serge Lhorca) : Ryoichi Shiraishi
- Takashi Shimura (VF : Georges Aminel) : Dr Tanjiro Adachi
- Susumu Fujita : Gen. Morita
- Hisaya Itō : Capt. Seki
- Yoshio Kosugi : Cmdr. Sugimoto
- Fuyuki Murakami (VF : René Bériard) : Dr Nobu Kawanami
- Tetsu Nakamura : Dr Koda
- Yoshio Tsuchiya (VF : Michel Gatineau) : le chef des Mystérians
- Harold Conway (VF : Gérard Férat) : Dr DeGracia
- Yutaka Sada (VF : Claude Bertrand) : le capitaine de Police Miyamoto
- Hideo Mihara : le général Emoto
- Rikie Sanjō : la mère d'Etsuko
- Sojī Ubukata : Dr Noda
- Ren Imaizumi (VF : Jacques Deschamps) : Hayami, l'assistant du Dr Adachi
- Akio Kusama (VF : Jean-Pierre Duclos) : Togawa
- George Furness (VF : Jean-Henri Chambois) : Dr Svenson

## Autour du film
Ishirō Honda crée un nouveau « monstre » pour les besoins du film (il s'agit en fait d'un robot manipulé par les Mysterians, qui réapparaitra plus tard aux côtés de Godzilla et amélioré par les militaires sous le nom de M.O.G.U.E.R.A.), étant constitué de trois parties : la tête (munie de deux yeux munis de rayons lasers), le corps (cylindrique, ressemblant vaguement à une crémaillère) et des jambes.